# Saint-Damien
Saint-Damien (AFI: /sɛ̃damjɛ̃/), igualmente llamado Saint-Damien-de-Brandon, es un municipio perteneciente a la provincia de Quebec en Canadá. Forma parte del municipio regional de condado (MRC) de Matawinie en la región administrativa de Lanaudière.

## Geografía
Saint-Damien se encuentra al pie del macizio de Laurentides. Limita al noroeste con Saint-Zénon, al noreste con Mandeville, al este con Saint-Gabriel y Saint-Gabriel-de-Brandon, al sur con Saint-Jean-de-Matha y al oeste con Sainte-Émélie-de-l’Énergie. Su superficie total es de 268,92 km², de los cuales 253,07 km² son tierra firme. El territorio cubre los valles de Matambin, David, Therrien así como la rivière Noire. Contiene más de 125 lagos como los lagos Corbeau, Matambin, Quesnel, Migué y Noir.

## Urbanismo
Las localidades de Saint-Damien y de Lac-Matambin se encuentran en el valle del Matambin. La ruta regional 347 (antiguamente 43), o ruta Montauban, une estas dos localidades a Sainte-Émélide-de-l'Énergie y Notre-Dame-de-la-Merci al oeste y a Saint-Gabriel al este. La pourvoirie de Saint-Damien se encuentra por el lago Quesnel, al norte del territorio.

## Historia
Los primeros habitantes se establecieron por el lago Corbeau hacia 1825. El cantón de Brandon, del nombre de la ciudad inglése, fue creado en 1827. La parroquia católica de Saint-Damien, recordando san Damián, hermano de san Cosme, honrando por el pueblo vecino de Saint-Côme, fue institutida por separación de la parroquia de Saint-Gabriel-de-Brandon en 1869. El municipio de parroquia de Saint-Damien fue creado en 1870 y la oficina de correos de Saint-Damien-de-Brandon abrió en el mismo año.

## Política
Saint-Damien es un municipio que forma parte del MRC de Matawinie. El consejo municipal se compone del alcalde y de seis consejeros representando seis distritos territoriales. El alcalde actual (2016) es André Dutremble, que sucedió a Daniel Monette en 2013.
|                            | 2005-2009              | 2009-2013              | 2013-2017          |
| Alcalde                    | Céline Tremblay        | Daniel Monette         | André Dutremble    |
| 1 - Beaulieu-Quesnel-David | Joscelyne Morissette   | Marc Aubertin          | Marc Aubertin#     |
| 2 - Village                | Serge Lachance         | Real Papineau          | Louise Despard#    |
| 3 - Lac-Noir               | Jean-Pierre Durocher   | .                      | Daniel Petitjean#  |
| 4 - Mondor-Cascades        | Antonin Vallières      | .                      | Richard Fredette#  |
| 5 – Lac-Matambin           | Michèle Valois-Poirier | Michèle Valois-Poirier | Claudette Limoges# |
| 6 - Lac-Corbeau            | Yves Giard             | Frédérick Pigeon       | Frédérick Pigeon#  |

* Consejero al inicio del mandato pero no al fin.  ** Consejero al fin del mandato pero no al inicio. # En el partido del alcalde.
El territorio de Saint-Damien está ubicado en la circunscripción electoral de Berthier a nivel provincial y de Montcalm a nivel federal.

## Demografía
Según el censo de Canadá de 2011, Saint-Damien contaba con 2020 habitantes. La densidad de población estaba de 7,9 hab./km². Entre 2006 y 2011 habría amado una disminución de 158 habitantes (7,3 %). En 2011, el número total de inmuebles particulares era de 1533, de los cuales 979 estaban ocupados por residentes habituales, otros siendo desocupados o residencias secundarias. La población es estimada a 5000 personas en verano.
Evolución de la población total, 1991-2016